# Karvakrol
Karvakrol (též nazývaný cymofenol, systematický název 5-isopropyl-2-methylfenol) je monoterpenový fenol s funkčním vzorcem C6H3(CH3)(OH)C3H7. Má charakteristickou štiplavě teplou vůni dobromysli a chuť „jako pizza“.

## Přírodní výskyt
Karvakrol je součástí esenciálního oleje dobromysli obecné (Origanum vulgare L.), oleje tymiánu, oleje získávaného z řeřichy a z bergamotu. Esenciální olej poddruhů tymiánu obsahuje mezi 5 a 75 % karvakrolu, kdežto poddruhy saturejky mají obsah 1 až 45 %. Majoránka a krétské oregano jsou bohaté na karvakrol, obsahují ho 50 %, resp. 60-80 %.

## Biologické vlastnosti a použití
Karvakrol inhibuje růst některých kmenů bakterií, např. Escherichia coli a Bacillus cereus. Jeho nízká toxicita společně s příjemnou chutí a vůní ho předurčují jako potravinové aditivum pro ochranu proti bakteriální kontaminaci. U Pseudomonas aeruginosa způsobuje poškození buněčné membrány, a na rozdíl od jiných terpenů, inhibuje šíření tohoto mikroba. Za příčinu antimikrobiálních vlastností se považuje narušování bakteriální membrány.
Karvakrol je potentním aktivátorem přechodného receptorového potenciálu iontových kanálů V3 (TRPV3) a A1 (TRPA1). Podání karvakrolu na jazyk člověka, stejně jako aktivace TRPV3, způsobují pocit tepla. Karvakrol navíc aktivuje, ale také rychle desenzibilizuje receptor bolesti TRPA1, což vysvětluje jeho štiplavost.
U potkanů je karvakrol rychle metabolizován a vyloučen. Hlavní metabolickou cestou je esterifikace fenolové skupiny kyselinou sírovou a kyselinou glukuronovou. Méně významnou cestou je oxidace koncové methylové skupiny na primární alkoholy. Po 24 hodinách lze v moči najít již jen velmi malá množství karvakrolu a jeho metabolitů, což značí téměř úplné vyloučení během jednoho dne.
Vnitřní smrtelná dávka LD50 je 810 mg/kg (orálně, potkan), resp. 80 mg/kg (nitrožilně, myš) a 73,3 mg/kg (intraperitoneálně, myš). Pro kožní aplikaci je LD50 2 700 mg/kg (králík), pro podkožní 680 mg/kg (myš).